# Oberon Zell-Ravenheart
Oberon Zell-Ravenheart (nascido Timothy Zell, e que também já foi conhecido como Otter G'Zell, 30 de novembro de 1942), é um ocultista estadunidense, co-fundador da Church of All Worlds e figura proeminente da comunidade neo-pagã.

## História
Nascido em St. Louis, Missouri, Zell-Ravenheart foi um dos primeiros defensores da ecologia profunda, e em 1970 articulou a hipótese Gaia, independentemente do Dr. James Lovelock, ao qual geralmente é creditado o desenvolvimento da teoria. Zell-Ravenheart, juntamente com sua co-esposa, Morning Glory Zell-Ravenheart e outros membros do seu casamento grupal, têm sido influentes no movimento poliamor moderno. Também co-fundou a Ecosophical Research Association em 1977, uma organização que explora a verdade por trás dos mitos e também ficou conhecido por sua criação do "unicórnio vivo" (criado através de uma pequena cirurgia nos chifres de uma cabra). Um dos seus "unicórnios", Lancelot, excursionou com o Ringling Bros. and Barnum & Bailey Circus. Em 2003, escreveu um grimório para iniciantes intitulado Grimório para o Aprendiz de feiticeiro: Magia para o dia-a-dia.

## Obras de Oberon Zell-Ravenheart
- Grimorio para Aprendiz de Feiticeiro.  Madras Editora, São Paulo (2008) ISBN 978-85-370-0348-0
- Creating Circles & Ceremonies: Rituals for All Seasons and Reasons (with Morning Glory Zell-Ravenheart)  New Page Books (2006) ISBN 1564148645, ISBN 978-1564148643
- Companion for the Apprentice Wizard New Page Books, US (2006) ISBN 1564148351, ISBN 978-1564148353
- Dragonlore: From the Archives of the Grey School of Wizardry.  Dekirk, Ash "Leoparddancer", with Oberon Zell-Ravenheart.  New Page Books (2006) ISBN 1564148688, ISBN 978-1564148681
- A Wizard's Bestiary.  Dekirk, Ash "Leoparddancer", with Oberon Zell-Ravenheart.  New Page Books (December 30, 2007) ISBN 1564149560, ISBN 978-1564149565

## Discografia
- The Church of All Worlds - Palestra em cassete da Association for Consciousness Exploration-ACE
- Men and the Goddess - Palestra em cassete da Association for Consciousness Exploration
- A Bouquet of Lovers - Palestra com Morning Glory Zell-Ravenheart (em CD e cassette)-ACE
- Living Your Own Myth - Palestra com Morning Glory Zell-Ravenheart (em cassete)-ACE

## Artigos e entrevistas
- Wizards of Old and New, the Grey School is Calling For You! por Laneth Sffarlenn Artigo em Witchvox
- Online Wizardry Recognized with a 501(c)(3) Artigo em Alternative Approaches
- Interview With a Living Pagan Icon Entrevista em The Goddess por Mabyn Wind

## Leituras adicionais
- Aloi, Peg. The Oberon Interview in Obsidian Magazine, n. 1.
- Bond, Lawrence e Ellen Evert Hopman (1996). People of the Earth:  The New Pagans Speak Out (reeditado como Being a Pagan: Druids, Wiccans & Witches Today in "Destiny Books", 2002. ISBN 0-89281-904-9) Entrevista.
- Vale, V. e John Sulak . Modern Pagans. San Francisco: Re/Search Publications, 2001. ISBN 1-889307-10-6